# Urabá

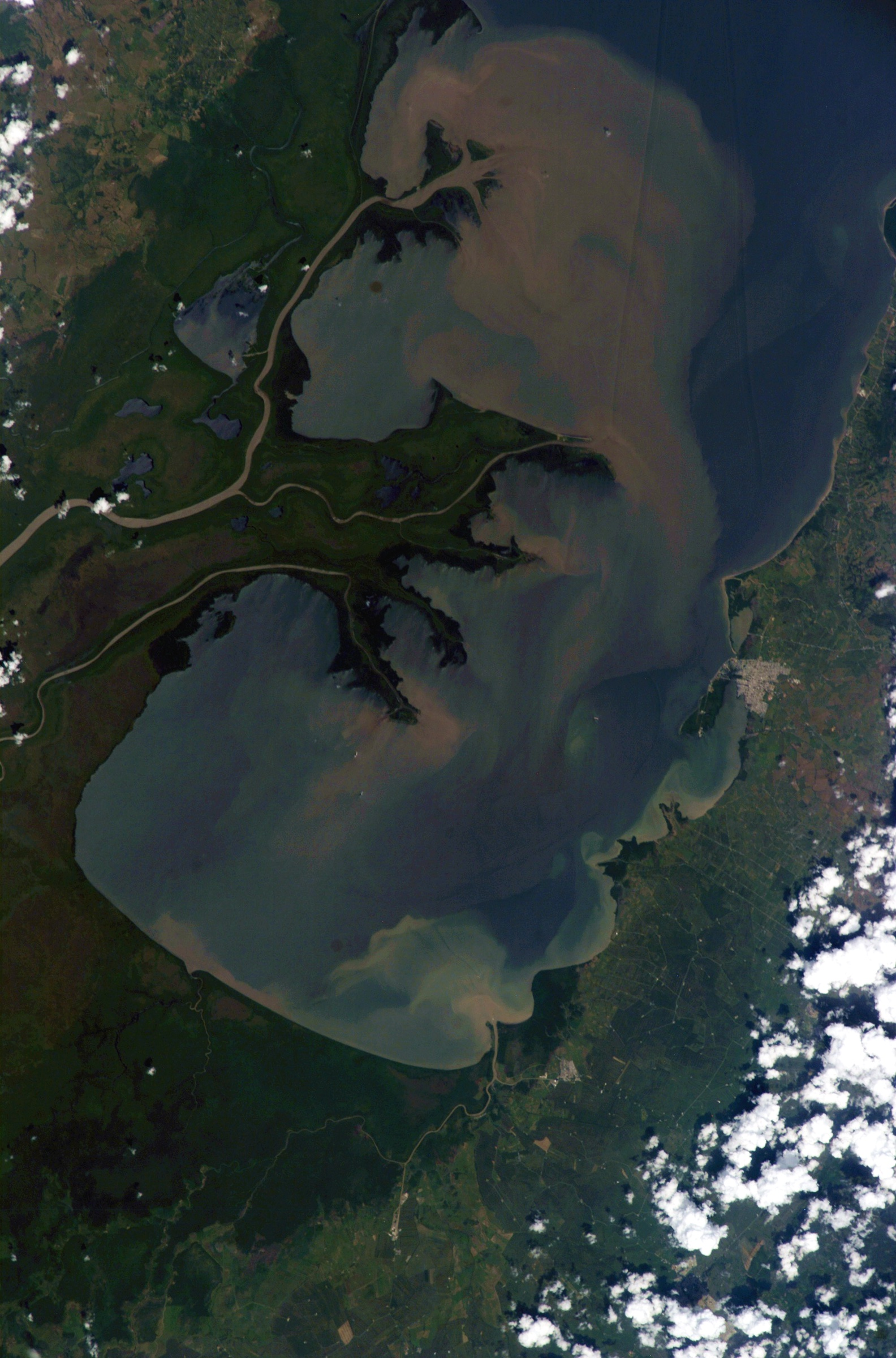
Záliv Urabá

Urabá je malý záliv Karibského moře při severním pobřeží Kolumbie. Je považován za součást Dariénského zálivu, představuje krajní jihozápadní výběžek Karibského moře. Objevil jej španělský mořeplavec Rodrigo de Bastidas společně s Juanem de la Cosa v roce 1502. Největším městem na pobřeží zálivu je Turbo.
Rozkládá se jižně od Panamské šije na tektonickém rozhraní Severoamerického a Jihoamerického kontinentu. Do zálivu se vlévá řeka Atrato, jejímž údolí předěl kontinentů pokračuje do vnitrozemí Kolumbie. Záliv se do vnitrozemí zařezává přibližně v délce 80 kilometrů, široký je přitom méně než 25 km.
Vodní plocha zálivu Urabá hraje roli v projektech možného dobudování Panamericany; např. jedna ze studií navrhuje vytvořit novou trajektovou linku z Kolumbie do nově zbudovaného přístavu v Panamě a prodloužit existující silnici, což by dokončilo Panamericanu bez porušení ekologických zájmů. Trajekt by překonáním zálivu Urabá z kolumbijského Turba do nového panamského přístavu (třeba Carreto) spojil oba konce silnice.